# Mañana es para siempre
Mañana es para siempre est une telenovela mexicaine diffusée en 2008 et 2009 par Televisa.

## Distribution
- Silvia Navarro : Fernanda Elizalde Rivera
- Fernando Colunga : Eduardo Juarez Cruz/Franco Santoro
- Lucero Hogaza : Bárbara Greco de Elizalde/Rebeca Sanchez Frutos
- Sergio Sendel : Damián Gallardo
- Rogelio Guerra : Gonzalo Elizalde Linares/Artemio Bravo
- Arleth Terán : Priscila Alvear de Elizalde
- Dominika Paleta : Liliana Elizalde Rivera
- Erika Buenfil : Montserrat Rivera de Elizalde
- María Rojo : Soledad Cruz Vda. de Juárez
- Guillermo Capetillo : Aníbal Elizalde Rivera / Jerónimo Elizalde
- Roberto Palazuelos : Camilo Elizalde Rivera
- Carlos de la Mota : Santiago Elizalde Rivera
- Marisol del Olmo : Erika Astorga
- Ariadne Díaz : Aurora Artemisa Sánchez de Elizalde
- Mario Iván Martínez : Steve Norton
- Alejandro Ruiz : Jacinto Cordero
- Dacia Arcaráz : Margarita Campillo
- Aleida Núñez : Gardenia Campillo
- Claudia Ortega : Flor Campillo
- Tania Vázquez : Venus-Lovely Norton
- Mariana Ríos : Martina Tinoco
- María Prado : Dominga Ojeda
- Luis Bayardo : Ciro Palafox
- Jaime Garza : Silvestre Tinoco
- Benjamín Rivero : Lucio Bermejo
- Janet Ruiz : Adolfina
- Ricardo Silva : Dr. Dr. Plutarco Obregón
- Jacqueline Arroyo : Tomasa
- Archie Lanfranco : Rolando Alvear
- Esteban Franco : Osvaldo
- Luis Gimeno : Padre Bosco
- Lourdes Munguía : Dolores "Dolly" de Astorga #1
- Ofelia Cano : Dolores "Dolly" de Astorga #2
- Humberto Elizondo : Agustín Astorga
- Hilda Aguirre : Graciela Palafox
- Rafael del Villar : Simón Palafox
- Yolanda Ciani : Doña Úrsula de Gallardo
- Jaime Lozano : Jairo Roca
- Salvador Ibarra : Dr. Carlos Rey
- Fabián Robles : Vladimir Piñeiro
- Elizabeth Aguilar : La Madame
- Juan Antonio Edwards : Grajales
- Pedro Weber "Chatanuga" : Tobías
- Edith Márquez : Julieta Sotomayor
- Adalberto Parra : René Manzanares
- Rudy Casanova : Carpio
- Alberto Chávez : Nestor
- Juan Carlos Casasola : Graciano
- Josefina Echánove : Rosenda
- David Rencoret : Comandante Lozoya
- Ignacio López Tarso : Isaac Newton Barrera
- Carlos Cámara Jr. : Jacobo Roa
- Cecilia Gabriela : Altagracia Linares de Elizalde
- Adanely Núñez : Ana Gregoria Bravo
- Gustavo Rojo : El Obispo
- Mariana Seoane : Chelsy
- Adriana Rojo : Madre Superiora
- María Morena : Hermana Fidelia
- Julio Camejo : Herminio
- Andrea Legarreta : Reporter
- Eugenio Cobo : Lic. Elizondo
- Theo Tapia : Directeur Curiel
- Enrique Lizalde : Juez
- Michelle Vieth : Irene
- Víctor Luis Zúñiga : Juan David
- Rafael Novoa : Miguel Lascuraín
- Violeta Puga : Fernanda (Enfant)
- Omar Yubeili : Eduardo (Enfant)
- Nancy Treviño : Liliana (Jeune)
- Brayam Alejandro : Jacinto (Enfant)
- Alberich Bormann : Aníbal (Jeune)
- Angel Mar : Camilo (Jeune)
- Filippa Giordano : Filippa Giordano
- Sergio Mayer : Armando
- Monica Dossetti : Daniela

## Autres versions
- Pura sangre (2007 - 2008), produit par RCN Televisión; avec Rafael Novoa, Marcela Mar (en) et Kathy Saénz.
- Sed de venganza (2024), produit par Telemundo; avec Isabella Castillo, Danilo Carrera et Alexa Martín